# Ngô Bảo Châu
Ngô Bảo Châu (nascut a Hanoi, Vietnam del nord, el 28 de juny de 1972) és un matemàtic vietnamita, nacionalitzat francès.
La seva contribució més rellevant fou la demostració del lema fonamental sobre les formes automorfes proposat per Robert Langlands i Diana Shelstad.
Ngô Bảo Châu es graduà a la Universitat de Hanoi. Estudià a França. Treballa per l'Institut d'Estudis Avançats de Princeton, Nova Jersey. L'any 2010 fou guardonat amb Medalla Fields.

## Biografia
Chau va néixer l'any 1972, fill únic d'una família intel·lectual a Hanoi, Vietnam del nord. El seu pare, el professor Ngô Huy Cẩn(vi), és catedràtic de física a l'Institut Nacional de Mecànica del Vietnam. La seva mare, Trần Lưu Vân Hiền, metgessa i professora associada a un hospital d'herbologia de Hanoi.
A l'edat de 15 anys, s'incorporà a una classe d'especialització de matemàtiques a la Facultat per a Estudiants Superdotats de la Universitat de Ciència de Hanoi ((anglès) High School for Gifted Students, Hanoi University of Science, (vietnamita) Khối chuyên Tổng Hợp – Đại học Khoa Học Tự Nhiên Hà Nội), coneguda anteriorment com a classe A0. Als cursos 11è i 12è, Chau va participar en la 29a i en la 30a Olimpíada Internacional de Matemàtiques, i fou el primer estudiant vietnamita en guanyar dues medalles d'or, de les quals la primera va correspondre a una puntuació perfecta (42/42).
Després de la universitat, Chau volia estudiar a Budapest, però després de la caiguda del comunisme en l'Europa de l'Est, el nou govern hongarès va congelar les beques als estudiants del Vietnam. Després de visitar el pare de Chau, Paul Germain, secretari de l'Acadèmia Francesa de les Ciències, va aconseguir que Chau estudiés a França. El govern francès li va oferir una beca per estudiar a la Universitat Pierre i Marie Curie, però Chau va escollir la prestigiosa École Normale Supérieure. Va obtenir un doctorat en Filosofia l'any 1997 a la Universitat de París Sud amb la supervisió de Gérard Laumon. Fou membre del Centre Nacional de la Recerca Científica a la Universitat de París Nord entre 1998 i 2005, i va defensar la seva habilitació el 2003.
Aconseguí ser Professor de la Universitat de París Sud l'any 2005. També el 2005, amb 33 anys, Chau va rebre el títol de professor al Vietnam, essent així el professor més jove de la història del país. Des de 2007, Chau ha treballat a l'Institut d'Estudis Avançats de Princeton, així com a l'Institut Hanoi de Matemàtiques. Es va incorporar a la facultat de matemàtiques de la Universitat de Chicago l'1 de setembre de 2010. Addicionalment, des de 2011 és director científic de l'Institut d'Estudis Avançats del Vietnam. Té les nacionalitats vietnamita i francesa.

## Obra
Chau fou conegut per demostrar, juntament amb Gérard Laumon, el lema fonamental per a grups unitaris. La seva estratègia general fou interpretar les integrals orbitals que apareixen en el lema fonamental en termes de fibres afins de Springer que sorgeixen en el fibrat de Hitchin. Això els va permetre utilitzar les eines de la teoria de representacions geomètriques, en concret la teoria del feix pervers, per estudiar el que inicialment era un problema combinatori de naturalesa de la teoria de nombres. Chau va tenir èxit en formular la demostració del lema fonamental per al cas d'àlgebres de Lie el 2008. Juntament amb els resultats de Jean-Loup Waldspurger, que va deduir anteriorment formes més fortes del lema fonamental a partir d'aquest resultat, això va suposar la demostració del lema fonamental en tots els casos.

## Reconeixements
L'any 2004, Chau i Laumon van rebre el Clay Research Award per haver aconseguit resoldre el lema fonamental proposat per Robert Langlands per al cas dels grups unitaris. La demostració de Chau per al cas general fou seleccionada per la revista Time com un dels 10 Millors Descobriments Científics de 2009. L'any 2010, Chau va rebre la Medalla Fields i en 2012 va ser guardonat amb la Legió d'Honor. L'any 2012 esdevingué membre de la Societat Americana de Matemàtiques.